# Spinozerebelläre Ataxie
Spinozerebelläre Ataxien (früher spino-cerebellare Heredoataxie; im Englischen spinocerebellar ataxias, kurz SCA genannt) sind eine große Gruppe klinisch gleichartiger, zu den autosomal-dominanten zerebellären Ataxien (ADCA) gehörender neurodegenerativer Erkrankungen des Menschen.

## Beschreibung
Früher wurden bei der „spino-cerebellaren Heredoataxie“ zwei Formen unterschieden: die spinale Heredoataxie (Friedreich) (siehe Friedreich-Ataxie) und die cerebellare Heredoataxie (Nonne, Pierre Marie) (siehe Nonne-Marie-Syndrom).
Die spinozerebellären Ataxien treten mit einer Häufigkeit von einem Erkrankten pro 100.000 Menschen auf. Bei betroffenen Personen zeigen sich erste Symptome in der Regel im mittleren Lebensalter durch Bewegungsstörungen, ungewöhnliche Augenbewegungen, abnehmenden Orientierungssinn und abnehmende Wahrnehmungsfähigkeit. Im weiteren Verlauf verstärken sich die Symptome, führen zur subkortikalen Demenz und schließlich zum Tod.
Pathologisch begleitet die Krankheit ein Verlust der Purkinje-Zellen, die größten Neuronen des Kleinhirns (Cerebellum). Auf genetischer Ebene ist die Gruppe der spinozerebellären Ataxien sehr heterogen, es wurden mehr als 40 Genorte in der wissenschaftlichen Literatur beschrieben und – mit wenigen Ausnahmen – entsprechend der Reihenfolge ihrer Entdeckung mit SCA1 bis SCA47 bezeichnet. Allerdings ist nicht für alle Krankheitsbilder die exakte Mutation oder deren genaue Lokalisation bekannt.
Die schon länger bekannten SCA-Typen 1, 2, 3, 6, 7 und 17 werden zu der Gruppe der Trinukleotiderkrankungen wie Chorea Huntington, Spinobulbäre Muskelatrophie Typ Kennedy (SBMA) und Dentatorubro-Pallidoluysische Atrophie (DRPLA) gerechnet, da die krankheitsauslösende Mutation eine ungewöhnlich lange Triplettwiederholung des Codons CAG (entspricht der Aminosäure Glutamin) ist. Ihnen gemeinsam ist des Weiteren ein autosomal-dominanter Vererbungsmodus und die Tatsache, dass sich die CAG-Wiederholung in der Regel mit jeder Generation verlängert. Die biologische Funktion der durch diese Gene codierten Proteine (sie heißen Ataxin 1, 2, 3, 6, 7 und TBP (bei SCA17)) ist weitgehend unklar. Es codieren nicht alle betroffenen SCA-Gene für Proteine. Das SCA8-Gen codiert zum Beispiel für eine Antisense-RNA, was wissenschaftlich gesehen anfangs zu großer Verwirrung führte, da zu diesem Zeitpunkt aberrante Proteinagglomerate als krankheitsauslösend galten.

## Machado-Joseph-Krankheit
Die spinozerebelläre Ataxie Typ 3 (SCA3) wird in der Literatur meist als Machado-Joseph-Krankheit (MJD) bezeichnet. Die Ursache der Krankheit ist eine Mutation des MJD1-Gens auf Chromosom 14 Genlocus q24.3-32.1, die zu einer Verlängerung des Polyglutamin-Bereiches führt. Mit einem Anteil von 35 % an den autosomal-dominant vererbten cerebellären Ataxien ist die MJD die häufigste Form dieser Krankheit in Deutschland.

## SCA13
Spinozerebelläre Ataxie Typ 13 (SCA13) ist eine neurodegenerative Erkrankung, die das Kleinhirn (Zerebellum) befällt. SCA13 wird autosomal dominant vererbt.
SCA13 ist verursacht durch Mutationen im Kaliumkanal KCNC3 (Kv3.3). Bisher sind drei Mutationen beobachtet worden: R420H, R423H, und F448L. R420H-Mutationen gehen mit Erkrankung im Erwachsenenalter einher, die anderen mit Erkrankung im Kindesalter oder kongenital und langsamer Progredienz.